# Ambassade du Portugal en France
L'ambassade du Portugal en France est la représentation diplomatique de la République portugaise auprès de la République française. Elle est située 3, rue de Noisiel dans le 16e arrondissement de Paris, la capitale du pays, et son ambassadeur est, depuis mai 2025, Francisco Pimentel de Mello Ribeiro de Menezes.

## Histoire
Au XVIIIe siècle, l'ambassade eut un temps son siège à l'hôtel de Charost, 39 rue du Faubourg-Saint-Honoré, depuis devenu la résidence de l'ambassadeur du Royaume-Uni en France.
Dans les années 1900, la légation du Portugal était installée 38 rue de Lübeck, dans le 16e arrondissement, tandis que le consulat se trouvait 36 rue d'Artois, dans le 8e arrondissement. Dans les années 1920, la légation était située 35 avenue Kléber (16e arrondissement), le consulat se trouvant 9 rue de Saint-Senoch (17e arrondissement).

## Ambassadeurs du Portugal en France
| Date de nomination | Date de nomination | Date de remise des lettres de créance | Date de remise des lettres de créance | Fin de mission   | Ambassadeur                     |
| ------------------ | ------------------ | ------------------------------------- | ------------------------------------- | ---------------- | ------------------------------- |
| ?                  |                    | 7 juin 1995                           | [ JORF 1 ]                            |                  | José César Paulouro das Neves   |
| ?                  |                    | 18 mai 1999                           | [ JORF 2 ]                            |                  | Leonardo Mathias (pt)           |
| ?                  |                    | 4 mai 2001                            | [ JORF 3 ]                            |                  | António Victor Martins Monteiro |
| ?                  |                    | 3 novembre 2004                       | [ JORF 4 ]                            |                  | João Rosa Lã                    |
| ?                  |                    | 28 avril 2006                         | [ JORF 5 ]                            |                  | António Victor Martins Monteiro |
| ?                  |                    | 2 juillet 2009                        | [ JORF 6 ]                            |                  | Francisco Seixas da Costa       |
| ?                  |                    | 22 février 2013                       | [ JORF 7 ]                            |                  | José Filipe Moraes Cabral (pt)  |
| ?                  |                    | 18 décembre 2017                      | [ JORF 8 ]                            | 22 novembre 2022 | Jorge Torres-Pereira            |
| 30 novembre 2022   |                    | 13 janvier 2023                       | [ JORF 9 ]                            |                  | José Augusto Duarte             |

- Depuis 2025 : Francisco Pimentel de Mello Ribeiro de Menezes

## Consulat
Outre la section consulaire de son ambassade à Paris, située 6 rue Georges-Berger dans le 17e arrondissement. Le Portugal possède aussi des consulats généraux à Bordeaux, Lyon, Marseille, Strasbourg et un vice-consulat à  Toulouse.

## Institut culturel
L'Institut Camões de Paris se trouve 6 passage Dombasle (15e arrondissement) depuis son déménagement du 26 rue Raffet (16e arrondissement).

## Délégation auprès de l'OCDE
La délégation du Portugal auprès de l'OCDE se trouve 20 rue Édouard-Fournier (16e arrondissement).

## Galerie

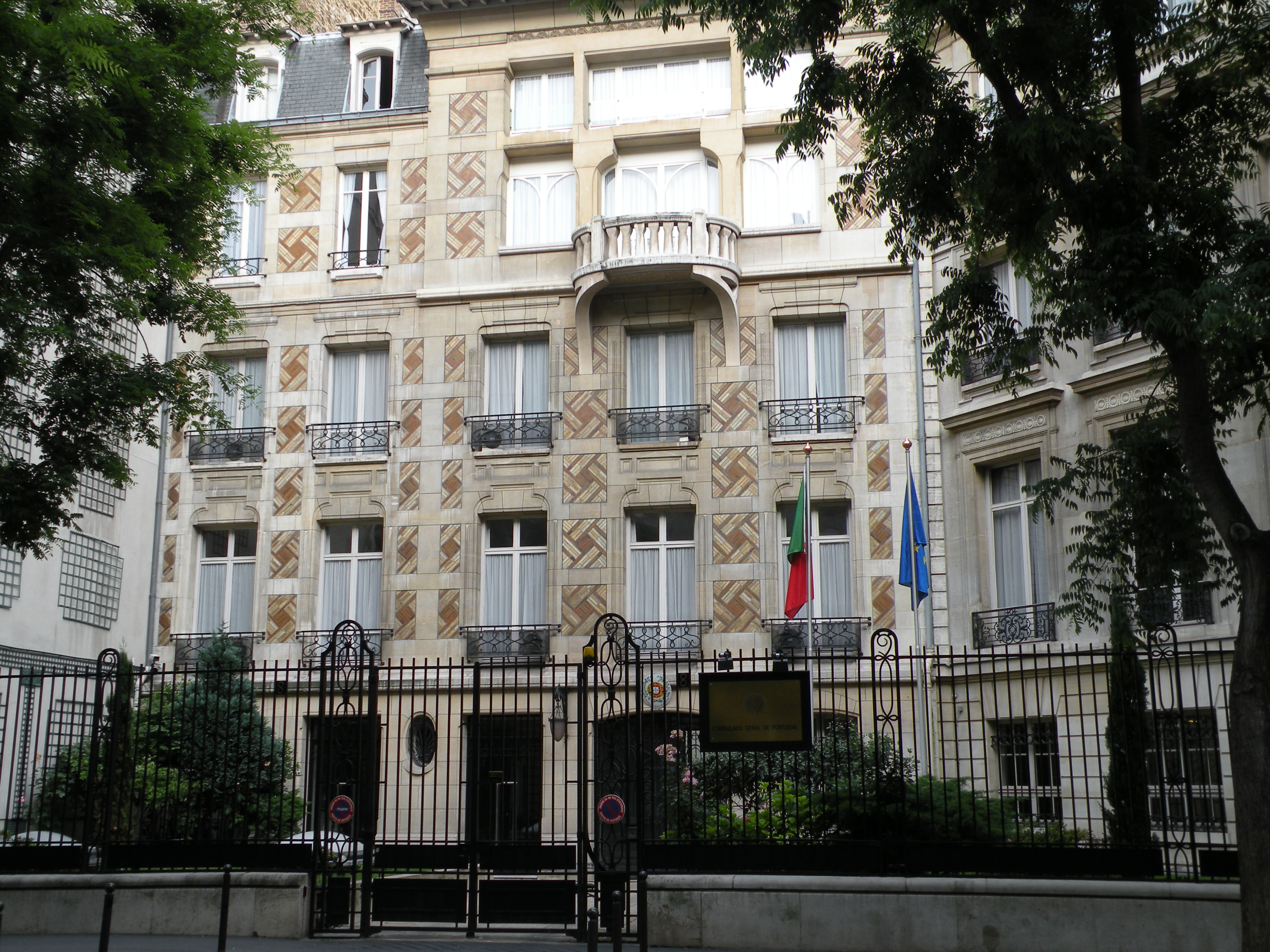
Consulat général du Portugal à Paris.
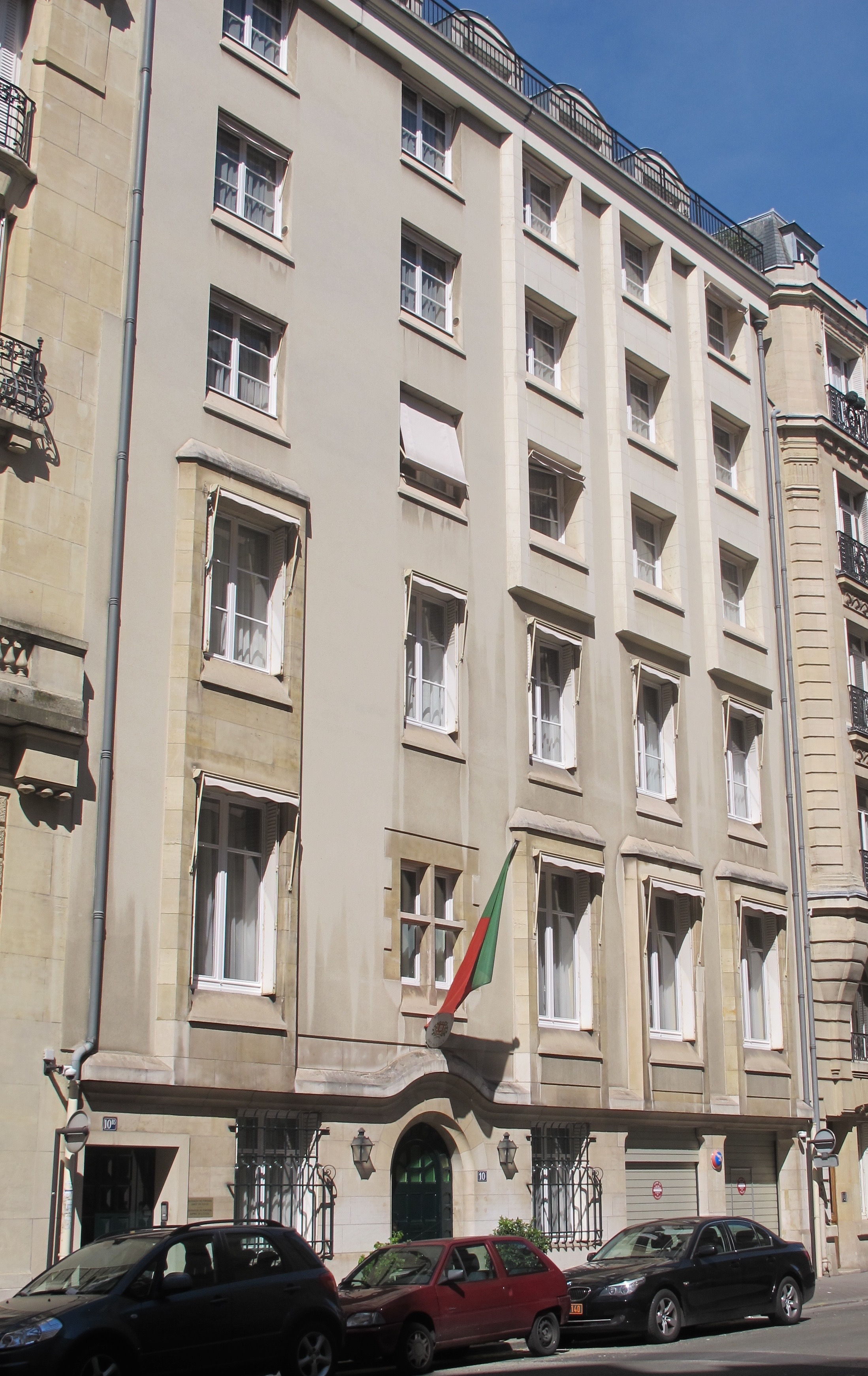
Délégation du Portugal auprès de l'OCDE.
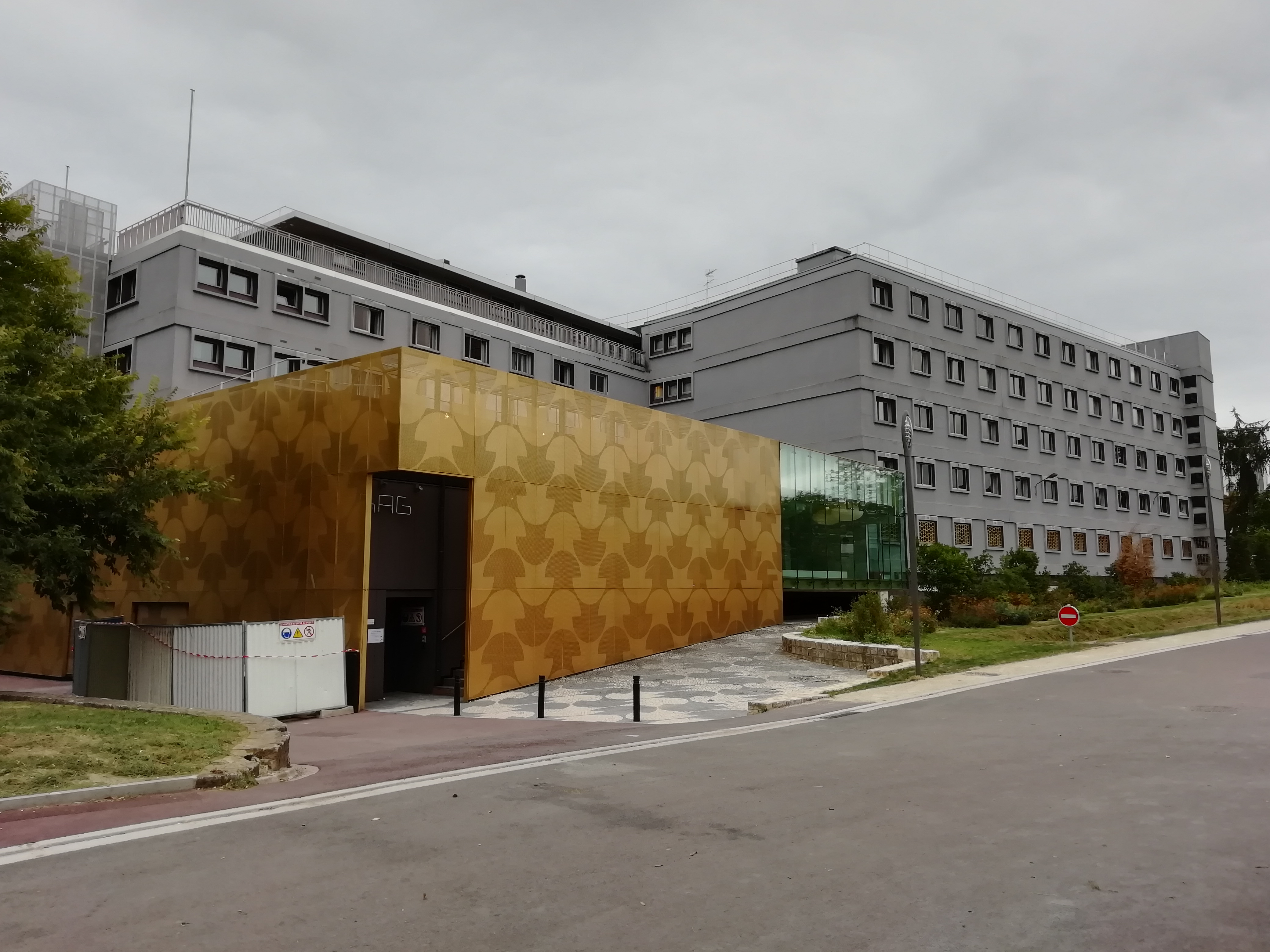
Maison du Portugal dans la Cité internationale universitaire de Paris.